# 林秀穗
林秀穗（1970年—），台灣兒童繪本文字作家，兒童繪本插畫家，和丈夫廖健宏共同從事繪本創作，著有《稻草人》、《小丑、兔子、魔術師》、《癩蝦蟆與變色龍》、《進城》等，曾獲得豐子愷兒童圖畫書獎評審委員推薦獎等獎項。

## 作品
- 《稻草人》
- 《小丑、兔子、魔術師》
- 《癩蝦蟆與變色龍》
- 《進城》
- 《哈啦公爵的神祕邀約》
- 《黑西裝叔叔》
- 《鉛筆盒裡的祕密》
- 《老鼠吃了一座山》
- 《九色鹿》[4]
- 《神探狗汪汪》

## 得獎
- 陳國政兒童文學、信誼基金會幼兒文學獎首獎
- 豐子愷兒童圖畫書獎評審委員推薦獎[5]
- 入選好書大家讀
- 首屆信誼圖畫書獎
- 金鼎獎
- 年度最佳兒童讀物
- 上海好童書

## 相關
- 淡江大學楊道揆訪問王金選和方素珍、李如青、胡其瑞、林秀穗、廖健宏、陳素燕、黃麟傑、蔡秀敏等一共九位現任臺灣繪本作家，寫成畢業論文。[6]。